# Kolářova chata Slavíč
Kolářova chata Slavíč se nacházela na severozápad od obce Horní Lomná a na jihovýchod od hory Slavíč (1056 m n. m.).

## Historie
V roce 1899 došlo pod Slavíčem k otevření dřevěné Hadaszczokovy útulny, která dostala jméno po zakladateli německého turistického spolku Beskidenverein Johannu Hadaszczokovi. Ve 20. letech 20. století si útulnu pronajal Jan Kolář a po jejím vyhoření v roce 1930 nedaleko ní zřídil novou chatu. Základy původní útulny jsou dnes vidět nad volejbalovým hřištěm. K otevření nové chaty došlo už v roce 1931 a brzy se těšila velké oblibě turistů a stala se jednou z nejnavštěvovanějších v celých Beskydách. Ve 40. letech zde býval častým hostem i Petr Bezruč. V roce 1935 byla původní chata Němci obnovena, ovšem během 2. světové války zchátrala a v roce 1949 musela být rozebrána. V roce 1989 získali Kolářovi potomci chatu v restituci zpátky, zrekonstruovali ji a od roku 1991 je znovu otevřena. Po změně majitele v roce 2019 byla chata kvůli špatnému stavu dřevěných konstrukcí v roce 2021 stržena a odstraněna.
Po roce 2019 byla vybudována vedle bývalé Kolářovy chaty chata nová.

## Dostupnost
Místem prochází dvě turistické trasy. Hlavní červená hřebenovka přichází od osady Lačnov a pokračuje na Kalužný. A začíná zde modře značená turistická trasa, která se nedaleko odpojuje od červené a míří údolím Slavíče k vodní nádrži Morávka.  Z místa se dá dostat po půl kilometru na cyklotrasu č. 6082 vedoucí z údolí Lomné ke kapli na Kozubové. Končí zde také Naučná stezka Wolfram-Morávka.